# Marie Bonaparte
Marie Bonaparte (Saint-Cloud, 2 luglio 1882 – Gassin, 21 settembre 1962) è stata una nobile, psicoanalista e scrittrice francese.
Fu, per nascita, una principessa francese appartenente a Casa Bonaparte, mentre in seguito al suo legame entrò a far parte della famiglia reale greca. Fu, inoltre, una seguace di Sigmund Freud.
Discendente in linea diretta di Luciano Bonaparte, fratello di Napoleone I, era figlia di Rolando Napoleone Bonaparte e di Marie Blanc (1859 – 1882). Il nonno materno, François Blanc, era il concessionario del casinò di Monte Carlo che aveva contribuito a fondare.
Fu una scrittrice ed un'innovatrice della psicoanalisi in Francia. Contribuì alla fondazione della prima società psicoanalitica francese, la Società psicoanalitica di Parigi, e alla creazione della Rivista francese della psicoanalisi. Era una paziente di Sigmund Freud, di cui tradusse l'opera in francese e che aiutò a lasciare Vienna nel 1938.

## Biografia

### Infanzia
Era pronipote di Luciano Bonaparte e nipote di Pietro Bonaparte, egli stesso nipote di Napoleone I, un tempo membro dell'Assemblea costituente. Suo padre era il principe Rolando Bonaparte, che aveva sposato Marie-Félix Blanc, un'ereditiera, morta un mese dopo la nascita di Marie. Nell'ambito della psicoanalisi venne alla ribalta quando riuscì ad entrare in possesso, comprandole, delle lettere di Freud all'amico e collega Fliess. Freud informato dalla stessa chiese che le lettere venissero distrutte ma questo desiderio di Freud non venne rispettato e le lettere in tempi successivi sono state pubblicate.
Marie Bonaparte scrisse in un testo inedito del 1951: «Se qualcuno scrive la mia vita, che la intitoli l'ultima Bonaparte perché lo sono. I miei cugini dal lato imperiale non sono che Napoleone». Nel 1907 sposò il principe Giorgio di Grecia (1869-1957), secondo figlio di re Giorgio I.
Nel 1926 fondò, insieme a René Laforgue e René Allendy, la Société psychanalytique de Paris (SPP).

### Educazione
Dopo la morte della madre, Maria fu cresciuta, nei primi anni, da nutrici e da un entourage domestico diretto da sua nonna paterna, la principessa Piera. Il testamento di Marie-Félix Blanc prevedeva che Maria non entrasse in possesso di una parte della sua fortuna fino alla sua maggiore età. La sua infanzia, passata a Saint-Cloud e poi, a partire dal 1896, in un albergo di famiglia situato al n. 10 di avenue d'Iéna (oggi un palazzo parigino), fu segnata dalle rare apparizioni del padre. Ricevette un'educazione marcata da numerosi pregiudizi inculcati da sua nonna.
Contro questa educazione, in cui le sue compagne erano bambole, si rifugiò nella lettura. Sviluppò dei giochi linguistici complessi e delle fobie. In più era convinta che la principessa Piera e il principe Rolando avessero ucciso sua madre per ereditare la sua fortuna familiare. Scriveva tutte le sue follie in cinque quadernini foderati di pelle nera, «per camuffare meglio la gravità, tragica dei temi che sono qui scritti». Redasse in inglese e in tedesco questi quaderni, sviluppando un interesse nella cura psicoanalitica, che intraprese con Freud.
Ricevette un'educazione che le permise di essere poliglotta e di appassionarsi al teatro. Ancora ragazza, ebbe una prima avventura amorosa con Antoine Leandri, il segretario di suo padre, un corso senza scrupoli che, nei quattro anni successivi, negoziò la restituzione delle lettere indirizzategli imprudentemente dalla Principessa, ottenendo infine 100.000 franchi.

### Matrimonio
Marie cominciò la sua vita mondana nel 1905 e fu invitata ai balli dell'aristocrazia di Faubourg Saint-Germain. Era la cugina germana della Duchessa di Bisaccia e del principe Léon Radziwiłł, amico di Proust. La sua dote suscitò un forte interesse nel gran mondo, suo padre tentò di farle sposare solo vedovi, ma finalmente, nel 1906, incontrò il re Giorgio I di Grecia, che favorì un matrimonio in pompa magna ad Atene il 12 settembre 1907 con il suo secondogenito, Giorgio di Grecia.

### Psicoanalisi
Seppur spesso accusata di essere una semplice epigona di Freud, in realtà maggiori risultano i debiti nei confronti di Ferenczi.Ponendo l'accento sulle radici biologiche della questione, la studiosa condivide con Freud la tesi di una originaria bisessualità. Il complesso di virilità della donna non è solo indotto socialmente, bensì ha un fondamento organico. La donna può essere considerata come un maschio che ha subito un arresto nello sviluppo. Solo con la pubertà, quando la vagina viene eroticamente investita, si ha il raggiungimento della femminilità che corrisponde ad un atteggiamento passivo e ricettivo.
La donna si trova, secondo Marie Bonaparte, in una situazione di svantaggio, rispetto all'uomo, perché la sua libido è meno prorompente. Ciò spiegherebbe, anche, le frequenti difficoltà della vita sessuale femminile. Ma la frigidità femminile, secondo la Bonaparte, sarebbe anche un effetto della cultura patriarcale che reprime con un particolare accanimento la sessualità della donna.
Tuttavia, secondo la psicoanalista Vegetti Finzi, il maggior contributo della Bonaparte è rappresentato dal suo uso della psicoanalisi nell'interpretazione di testi letterari, in particolare di quelli di Edgar Allan Poe. Ella interpreta il simbolismo dello scrittore americano con lo stesso procedimento utilizzato da Freud ne L'interpretazione dei sogni.

## Discendenza

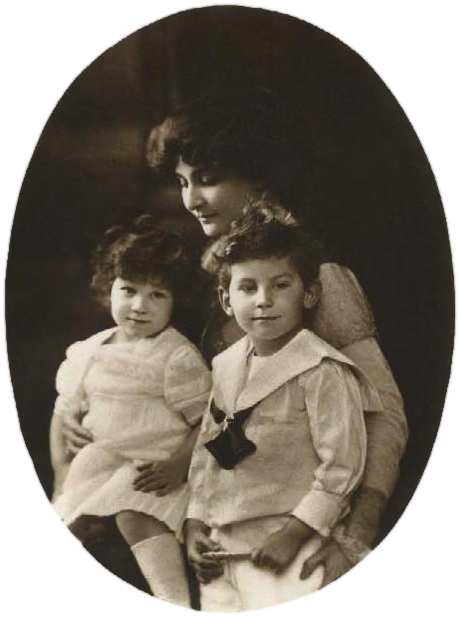
La principessa Marie Bonaparte fotografata insieme ai suoi figli Pietro ed Eugenia nel 1912

Dal matrimonio tra Marie Bonaparte e Giorgio di Grecia nacquero un figlio e una figlia:
- Pietro di Grecia (1908-1980), principe di Grecia e di Danimarca, che sposò una donna divorziata di origini russe, Irene Aleksandrovna Ovtchinnikova (1900-1990). Con quest'unione, rimasta senza figli, il principe perse i suoi diritti dinastici;
- Eugenia di Grecia (1910-1988), principessa di Grecia e di Danimarca, che sposò il principe Dominic Rainer Radziwiłł (1911-1976; dopo il divorzio nel 1946, si risposò l'anno seguente con Raimondo von Thurn und Taxis (1907-1986), principe della Torre e Tasso e duca di Castel Duino, prima di divorziare una seconda volta nel 1965. Ebbe due figli dal primo marito e un terzo dal secondo. Era un'amica di Gustave Le Bon[5], del chirurgo Albert Reverdin, dello psicoanalista Rudolf Loewenstein o ancora del medico Jean Troisier, che appariva sotto pseudonimo nelle lettere di Maria Bonaparte: "X" o "l'Amico").

## Genealogia
Carlo Maria Buonaparte (1746 – 1785) sposa Maria Letizia Ramolino (1750 – 1836)
```
       └──>
Giuseppe Bonaparte
 (
1768
 – 
1844
)
       └──>
Napoleone Bonaparte
 (
1769
 – 
1821
), 1º Imperatore dei 
Francesi

       └──>
Elisa Bonaparte
 (
1777
 – 
1820
)
       └──>
Luigi Bonaparte
 (
1778
 – 
1846
)
       └──>
Paolina Bonaparte
 (
1780
 – 
1825
)
       └──>
Carolina Bonaparte
 (
1782
 – 
1839
)
       └──>
Girolamo Bonaparte
 (
1784
 – 
1860
)
       └──>
Luciano Bonaparte
 
 (
1775
 – 
1840
), dalla seconda moglie 
Alexandrine de Bleschamp
 (
1778
 – 
1855
):
                 └──>
Carlo Luciano Bonaparte
 (
1803
 – 
1857
)
                 └──>Letizia Cristina (1804 – 1871)
                 └──>Giuseppe Luciano (1806 – 1807)
                 └──>Giovanna  (1807 – 1829)
                 └──>Paolo Maria (1808 – 1827)
                 └──>
Luigi Luciano Bonaparte
 (1813 – 1891)
                 └──>Antonio Luciano (1816 – 1877)
                 └──>Alessandrina Maria (1818 – 1874)
                 └──>Costanza (1823 – 1876)
                 └──>
Pietro Napoleone Bonaparte
 (
1815
 – 
1881
), sposò Justine Eleanore Ruflin detta 
Nina
 (
1831
 – 
1905
)
                          └──>Giovanna Bonaparte (
1861
 – 
1910
)
                          └──>
Rolando Napoleone Bonaparte
 (
1858
 – 
1924
), sposò Marie Blanc (
1859
 – 
1882
)
                                   └──>
Marie Bonaparte
, principessa di Grecia e Danimarca
```

## Ascendenza
|                             |              |                          | Genitori                   |  |  | Nonni |  |  | Bisnonni          |  |  | Trisnonni              |  |
|                             |              |                          |                            |  |  |       |  |  | Luciano Bonaparte |  |  | Carlo Maria Buonaparte |  |
|                             |              |                          |                            |  |  |       |  |  | Luciano Bonaparte |  |  | Carlo Maria Buonaparte |  |
|                             |              | Maria Letizia Ramolino   |                            |  |  |       |  |  | Luciano Bonaparte |  |  |                        |  |
| Pietro Napoleone Bonaparte  |              |                          |                            |  |  |       |  |  | Luciano Bonaparte |  |  |                        |  |
|                             |              | Alexandrine de Bleschamp | Charles Jacob de Bleschamp |  |  |       |  |  |                   |  |  |                        |  |
|                             |              | Alexandrine de Bleschamp | Charles Jacob de Bleschamp |  |  |       |  |  |                   |  |  |                        |  |
|                             |              | Alexandrine de Bleschamp | Philiberte Bouvet          |  |  |       |  |  |                   |  |  |                        |  |
| Rolando Napoleone Bonaparte |              | Alexandrine de Bleschamp |                            |  |  |       |  |  |                   |  |  |                        |  |
|                             |              | Julien Ruflin            | Louis Ruflin               |  |  |       |  |  |                   |  |  |                        |  |
|                             |              | Julien Ruflin            | Louis Ruflin               |  |  |       |  |  |                   |  |  |                        |  |
|                             |              | Julien Ruflin            | Madeleine Anne Collinet    |  |  |       |  |  |                   |  |  |                        |  |
| Justine Eléonore Ruflin     |              | Julien Ruflin            |                            |  |  |       |  |  |                   |  |  |                        |  |
|                             |              | Justine Lucard           | Pierre Joseph Lucard       |  |  |       |  |  |                   |  |  |                        |  |
|                             |              | Justine Lucard           | Pierre Joseph Lucard       |  |  |       |  |  |                   |  |  |                        |  |
|                             |              | Justine Lucard           | Elisabeth Henry            |  |  |       |  |  |                   |  |  |                        |  |
| Marie Bonaparte             |              | Justine Lucard           |                            |  |  |       |  |  |                   |  |  |                        |  |
|                             | Claude Blanc | François Blanc           |                            |  |  |       |  |  |                   |  |  |                        |  |
|                             | Claude Blanc | François Blanc           |                            |  |  |       |  |  |                   |  |  |                        |  |
|                             | Claude Blanc | Catherine Salle          |                            |  |  |       |  |  |                   |  |  |                        |  |
| François Blanc              | Claude Blanc |                          |                            |  |  |       |  |  |                   |  |  |                        |  |
|                             |              | Marie Janin              | Paul Janin                 |  |  |       |  |  |                   |  |  |                        |  |
|                             |              | Marie Janin              | Paul Janin                 |  |  |       |  |  |                   |  |  |                        |  |
|                             |              | Marie Janin              | Marie-Catherine Berger     |  |  |       |  |  |                   |  |  |                        |  |
| Marie-Félix Blanc           |              | Marie Janin              |                            |  |  |       |  |  |                   |  |  |                        |  |
|                             |              | Caspar Hensel            | Jean-Adam Hensel           |  |  |       |  |  |                   |  |  |                        |  |
|                             |              | Caspar Hensel            | Jean-Adam Hensel           |  |  |       |  |  |                   |  |  |                        |  |
|                             |              | Caspar Hensel            | Marie-Christine Simon      |  |  |       |  |  |                   |  |  |                        |  |
| Marie Hensel                |              | Caspar Hensel            |                            |  |  |       |  |  |                   |  |  |                        |  |
|                             |              | Catherine Stemler        | Christophe Stemler         |  |  |       |  |  |                   |  |  |                        |  |
|                             |              | Catherine Stemler        | Christophe Stemler         |  |  |       |  |  |                   |  |  |                        |  |
|                             |              | Catherine Stemler        | Madeleine Achard           |  |  |       |  |  |                   |  |  |                        |  |
|                             |              | Catherine Stemler        |                            |  |  |       |  |  |                   |  |  |                        |  |

## Opere principali
- (FR)  Guerres militaires et guerres sociales, Flammarion, Paris 1920
- (FR)  Le printemps sur mon jardin, Flammarion, Paris 1924
- Introduction à la théorie des instincts (1931), tr. Simonetta Spinelli, Introduzione alla teoria degli istinti: sulla profilassi infantile delle nevrosi, Newton Compton, Roma 1975
- Edgar Poe. Étude psychanalytique, prefazione di Sigmund Freud, Denoël, Paris 1933 (tradotto nel 1934 in tedesco e nel 1949 in inglese), ed. it. Edgar Allan Poe: studio psicoanalitico, 2 volumi, Newton Compton, Roma 1976:
  - 1: La vita e l'opera poetica. I racconti: il ciclo della madre morta-vivente e il ciclo della madre paesaggio
  - 2: La confessione dell'impotente; il ciclo della madre assassinata; il ciclo della rivolta contro il padre; il conflitto con la coscienza; il ciclo della passività verso il padre; Poe e l'anima umana
- Topsy (1940), tr. Daniela De Agostini, Topsy: le ragioni di un amore, Bollati Boringhieri, Torino 1990 (Topsy era il suo cane)
- (FR)  Mythes de guerre (1947) (tradotto in inglese nel 1947)
- (FR)  Essais de psychanalyse, Imago Publishing Ltd, 1950
- (FR)  Monologues devant la vie et la mort, Imago Publishing Ltd, 1950
- Chronos et Eros (1950), poi in Chronos, Eros, Thanatos (1952), tr. Maria Serena Mazzi, introduzione di Piero Meldini, Guaraldi, Rimini, 1973
- (FR)  Les glanes des jours, raccolta di massime dedicata a Gustave Le Bon, PUF, Paris 1950
- Les glauques aventures de Flyda des mers (1950), tr. Carla Sborgi, Flyda degli abissi, Red, Como 1986
- Psychanalyse et anthropologie (1952), tr. Piero Meldini, Psicoanalisi e antropologia, introduzione di Glauco Carloni, Guaraldi, Rimini 1971
- Psychanalyse et biologie (1952), tr. di Cristina Sannucci, Psicoanalisi ed evoluzione della sessualità, Newton Compton, Roma 1977
- De la sexualité de la femme (1957), tr. Paolo Maria Ricci e Valeria Giordano, La sessualità della donna, Newton Compton, Roma 1972
- (FR)  A la mémoire des disparus (1958)
- (FR)  Mémoires
- (FR)  Jean-Pierre Bourgeron (a cura di), Marie Bonaparte et la psycanalyse, à travers ses lettres a René Laforgue et les images de son temps, prefazione di André Bourguignon, Champion, Paris 1993

## Film
- Princesse Marie (film TV, 2004), regia di Benoît Jacquot, con Catherine Deneuve nella parte di Marie Bonaparte, Heinz Bennent in quella di Sigmund Freud; Anne Bennent, Sebastian Koch, ed altri.[6]